# Brody Dalle

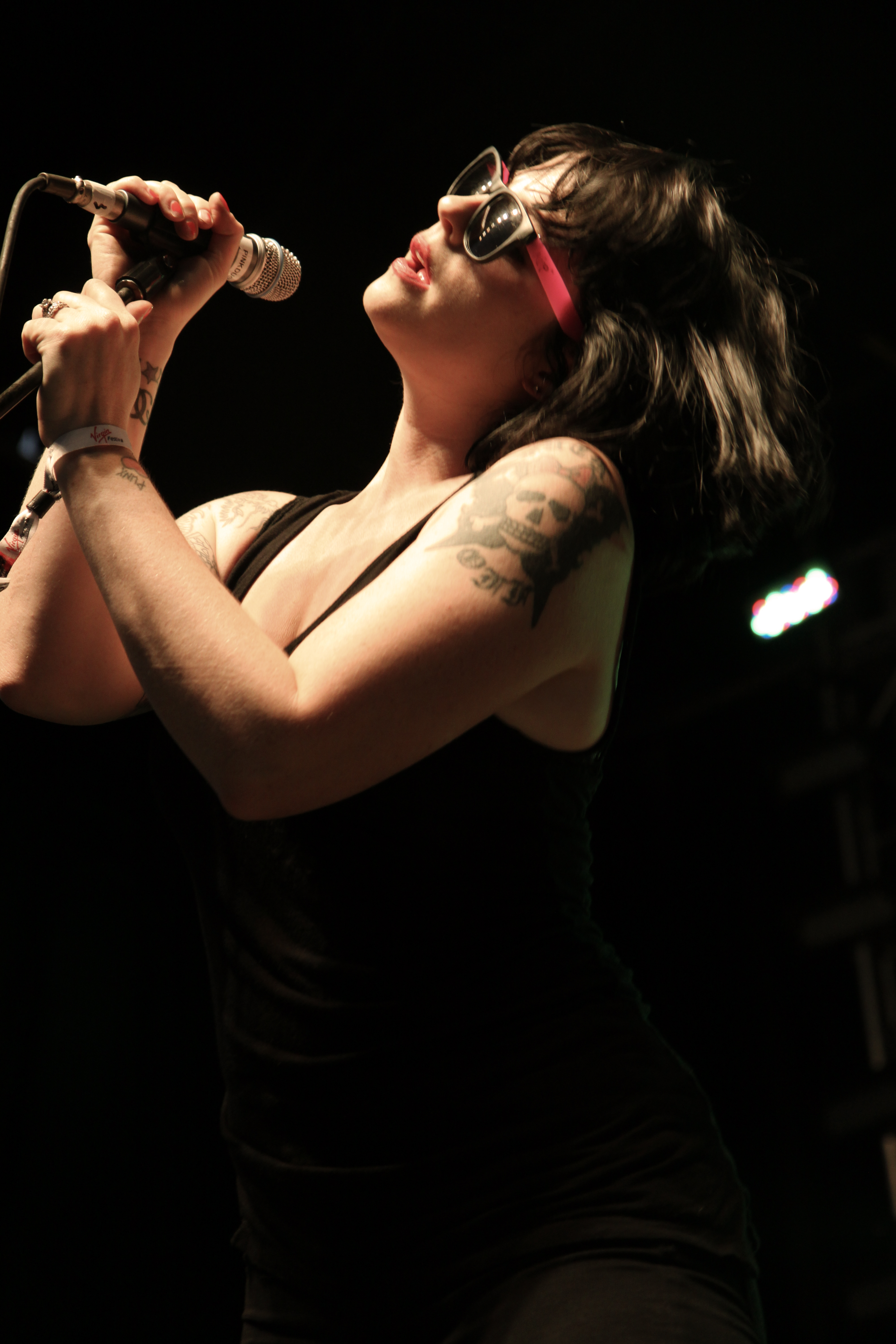
Brody Dalle con gli Spinnerette (2009)

Brody Dalle, pseudonimo di Bree Joanna Alice Robinson (Melbourne, 1º gennaio 1979), è una cantante e chitarrista australiana.

## Biografia
Brody nasce a Melbourne in Australia, nel quartiere di Fitzroy. Il padre è inglese e la madre italo-polacca. La madre si separò dal padre quando lei era molto piccola; si risposò ed ebbe un altro figlio. Da adolescente Brody iniziò ad assumere droghe e a non frequentare la scuola, tanto che venne espulsa. Con la madre ebbe rapporti difficili.
Formò quindi la sua prima band, i Sourpuss, che svilupparono un discreto seguito su base locale, grazie anche all'aver suonato insieme a gruppi come Beastie Boys e Sonic Youth all'Australia's Somersault Festival. Durante questo festival, all'età di 16 anni, conobbe il suo futuro primo marito, Tim Armstrong, cantante e chitarrista del gruppo punk Rancid che sposò appena dopo aver compiuto la maggiore età. A questo punto si trasferì da Melbourne a Los Angeles dove fondò i Distillers.
Con questo gruppo realizzò il debutto discografico omonimo nel 2000, disco che ricevette buone critiche, nonché la comparazione con il gruppo Hole nel quale militava Courtney Love. Nel 2002 il gruppo, con una formazione nuova, pubblicò il suo secondo disco, Sing Sing Death House. Da questo album vennero estratti i singoli The Young Crazed Peeling e City of Angels. L'anno successivo il gruppo pubblicò il suo terzo lavoro, Coral Fang. I singoli estratti da questo disco furono: Drain the Blood, Beat Your Heart Out e The Hunger. Nello stesso anno il gruppo prese parte al festival itinerante Lollapalooza.
Dopo la pubblicazione di Coral Fang era prevista la realizzazione del quarto album dei Distillers, ma prima che il disco potesse uscire, la band si sciolse.
Nel marzo 2007 è stata annunciata la formazione di una nuova band, gli Spinnerette, composta da Brody Dalle, Tony Bevilacqua, Jack Irons e Alain Johannes. L'8 agosto 2008 la band pubblica il suo primo brano: Valium Knights.
Nel 2012 inizia a lavorare su un album solista al quale partecipano Shirley Manson (Garbage) e Michael Shuman (Queens of the Stone Age). Nell'aprile 2014 (in formato fisico nel mese di maggio) pubblica il suo primo album da solista: Diploid Love. Oltre ai musicisti già citati collaborano all'album Emily Kokal (Warpaint) e Nick Valensi (The Strokes). Il disco è coprodotto da Alain Johannes.
La canzone "Don't Mess With Me" è stata utilizzata nella soundtrack del gioco Square Enix: Life is Strange: Before the Storm.

## Vita privata
Nel 2003 la Dalle e Tim Armstrong divorziano dopo sette anni di matrimonio.
Dal 2005 la Dalle è sposata con il cantante e chitarrista dei Queens of the Stone Age (ed ex Kyuss) Josh Homme. La coppia ha tre figli: una bambina, Camille Harley Joan Homme, nata il 17 gennaio 2006 e due bambini, Orrin Ryder Homme, nato il 12 agosto 2011 e Wolfe Dillon Reece nato il 13 febbraio 2016. La coppia si è separata nel 2019.

## Discografia

### The Distillers
- The Distillers (EP) (1999)
- The Distillers (2000)
- Sing Sing Death House (2002)
- Coral Fang (2003)

### Spinnerette
- Ghetto Love EP (2008)
- Spinnerette (2009)

### Solista
- Diploid Love (2014)